# 肖口河
肖口河（又名洋河），是中国长江流域的一条河流，汇入大通江，属于嘉陵江水系。河长130千米，流域面积2160平方千米，多年平均流量50立方米每秒。自然落差815米。水能理论蕴藏量4万千瓦。